# 秘密探偵JA
『秘密探偵JA』（ひみつたんていジェイエー）は、望月三起也による日本の漫画作品。少年画報社の『週刊少年キング』1965年1号から1969年34号まで連載された。連載時のタイトルは『ひみつ探偵JA』であった。
架空の組織「日本秘密防衛組織（J機関）」に所属する秘密探偵の中で、選り抜きの3人の活躍を描く。

## 概要
望月の初のヒット作品にして『週刊少年キング』の『ワイルド7』と共に代表作に挙げられることが多い。本作は「大ヒット」と呼べるほどの人気となり、本作に続いて望月は『ワイルド7』を連載して人気を不動のものとすることになる。望月の銃器に対する豊富な知識により、それまでの少年漫画としては異例なほどに細部まで拘って（銃器の形は勿論のこと、薬莢の排出方法なども）描き込まれているのも大きな特徴。望月はこの作品のために、米軍の銃器に対する秘密資料を見せてもらい、参考にしていたこともあるという。
本作は『007シリーズ』にインスパイアされた「スパイ物」に数えることができるが、同様のスパイ物のテレビドラマシリーズにありがちなスタジオ撮影が中心であることによるスケール感の乏しさや、パロディ作品とは異なって漫画作品ゆえのスケール感と007（ジェームズ・ボンド）に匹敵する活躍を見せることができた。ただし、主人公が少年ということもあって、007で見られるような「お色気シーン」は割愛されている。

## 主な登場人物
飛鳥次郎
主人公。J機関のエース・エージェント（JA）3人のうちの一人。愛用の拳銃はコルト・ウッズマンの短銃身モデル。コルト・ウッズマンはグリップの部分にはイニシャルが入った特殊なゴム素材でできており床などに叩きつけると弾ませる事が出来る。また、小型ロケット弾発射器や、機関銃用の弾倉を取り付けることもできる。
オンブ
次郎の最初の潜伏先だった香港で、次郎のことを兄のように慕っていた女の子。一度任務のために別の国に行く次郎と別れたのだが、紆余曲折あって再会することになり、その後は次郎の後をついていくようになる。
なかなか賢い子であり、次郎のサポートをしたこともあるほど機転も利く。基本的に次郎のことを邪魔するような行動は取らないのだが、事件に巻き込まれやすい「不運」を持ってしまっているようで、本人の意思とは関係ない所で何度も命の危険に晒されている。
特に『脱走列車』編では「サーカス団の横柄な大男に騙されて浚われ、雑用係としてこき使われた上にオンブの分の飯まで横取りされてろくに食事も取らせて貰えない」という悲惨さで、過労と栄養の足りなさからくる病気で生死の境を彷徨った。見かねた同じサーカス団所属の女性がこっそりとオンブの面倒を見てくれていなければ、本当に死んでいた可能性が高い。
大佐
飛鳥次郎の上司。本名山伏太十郎。『007シリーズ』のMに相当する役どころ。
甲斐 武
Sナンバーの1人。S-6号。一度J機関を退職したが、復職している。
『007シリーズ』のフェリックス・ライターに相当する役どころ。
桑村
J機関の兵器室長。飛鳥次郎のコルト・ウッズマンの改造を始め、様々な秘密武器や秘密道具を開発する。
『007シリーズ』のQに相当する役どころ。

## 用語
J機関
正式名称は「日本秘密防衛組織」。日本を狙っている各種団体に対抗し、戦争となることを食い止めるために秘密裏に活動している。
組織の長は「大佐」と呼ばれる男。
本部は出版社を装ったビルの中にあり、出入り口は地下駐車場のエレベーター（籠の壁面がドアとなっている）である。
JA
大佐直属の3人のエース。JAになるためにはSナンバー以上に様々な厳しい基準をクリアしなければならず、滅多なことでは替えが効く人材ではないため非常に重宝される。その代わり、回ってくる任務はどれも過酷で厳しいものである。
Sナンバー
秘密任務に就いている。およそ100名が在籍。何れも特殊な訓練を受けており、余程の相手でなければ見破るのは難しい。本人の戦闘力・諜報力もさることながら、秘密任務のための道具も多数所持しており、「開け方を間違うと針が勢いよく飛び出してくるトランク」などは当たり前のように使用している。
処理班
証拠の隠滅工作を行う。
破壊班
武力に秀でており、敵施設の破壊工作を行う。およそ50名。
調査部
現場に残された証拠品の解析、調査を行う。
シーアルプス号
J機関が所有する移動基地。潜水能力を持つ空母艦。JAに欠員が出た場合には、艦内で昇格試験が行われる。
雷鳴撃ち
これができないとJAに昇格できないと言われる。4発の銃弾で10人の敵を一瞬のうちに倒す射撃術。